# 贾尔拉拉姆卡曼普尔
贾尔拉拉姆卡曼普尔（Jallaram Kamanpur），是印度安得拉邦Karimnagar县的一个城镇。总人口11100（2001年）。

## 人口
该地2001年总人口11100人，其中男性5778人，女性5322人；0—6岁人口1246人，其中男661人，女585人；识字率59.54%，其中男性为66.46%，女性为52.03%。